# Capenus
Capenus war laut dem römischen Geschichtsschreiber Titus Livius der Name eines Kriegers vom gallischen Stamm der Sequaner, der im römischen Bürgerkrieg zwischen den Caesarmördern und dem 2. Triumvirat im Dienste des Marcus Antonius gestanden haben soll. Nach der Schlacht von Mutina soll Capenus, laut der Perioche zu Buch 120 des Titus Livius, den Decimus Iunius Brutus Albinus, ein Mitglied der Verschwörung gegen Caesar, auf Geheiß des Marcus Antonius erschlagen haben, nachdem Brutus auf der Flucht in die Hände des Triumvirn geraten war.